# HD 101150
HD 101150，又名BD+65 843，SAO 15580、HR 4481，是一颗恒星，视星等为6.46，位于銀經135.31，銀緯51，其B1900.0坐标为赤經11h 33m 12.1s，赤緯+64° 51′ 2″。